# Olympische Sommerspiele 2008/Reiten
Bei den Olympischen Sommerspielen in Peking 2008 wurden sechs Entscheidungen in Reitsportwettbewerben ausgetragen, jeweils ein Einzel- und ein Teamwettbewerb im Springreiten, Dressurreiten und im Vielseitigkeitsreiten. Die Wettbewerbe fanden im Reitsportzentrum Hongkong statt.

## Dressur
Im Dressurwettbewerb durften insgesamt 50 Reiter und Pferde an den Start gehen. Pro Nation waren drei Reiter erlaubt, deren Wertung in die Teamwertung einflossen. Als Teams qualifiziert waren die Medaillengewinner des Mannschaftswettbewerbs bei den Weltreiterspielen 2006 in Aachen. Hinzu kamen die Medaillengewinner der Europameisterschaft 2007, die beiden bestplatzierten Mannschaften der Panamerikameisterschaften 2007 sowie die beiden Bestplatzierten einer Ausscheidung zwischen Teams der restlichen Kontinente. Falls die Medaillengewinner der Weltreiterspiele auch bei den kontinentalen Ausscheidungen auf den Platzierungen landeten, die die Olympiaqualifikation bedeuteten, rückten die jeweils nächstplatzierten Mannschaften nach. Die restlichen 20 Plätze wurden an Einzelstarter vergeben, von denen einer an China ging, sofern das Team nicht qualifiziert war. Die weiteren Einzelstarter wurden anhand der Weltranglistenplatzierung ermittelt, in Ausnahmefällen war eine Einladung durch das IOC möglich. Für eine Nation, deren Mannschaft sich nicht qualifiziert hatte, durften maximal zwei Einzelstarter antreten.

### Einzel
Die Einzelwertung wurde anhand des Arithmetischen Mittels der Ergebnisse von Grand Prix Spécial und Grand Prix Kür entschieden.
19. August 2008, 19:15 Uhr
| Platz | Land            | Reiter und Pferd             | Prozent    | Prozent | Prozent |
| Platz | Land            | Reiter und Pferd             | GP Spécial | GP Kür  | Gesamt  |
| ----- | --------------- | ---------------------------- | ---------- | ------- | ------- |
| 1     | Niederlande     | Anky van Grunsven Salinero   | 74,960     | 82,400  | 78,680  |
| 2     | Deutschland     | Isabell Werth Satchmo        | 75,200     | 78,100  | 76,650  |
| 3     | Deutschland     | Heike Kemmer Bonaparte       | 72,960     | 75,950  | 74,455  |
| 4     | USA             | Steffen Peters Ravel         | 71,800     | 76,500  | 74,150  |
| 5     | Niederlande     | Hans Peter Minderhoud Nadine | 70,920     | 75,150  | 73,035  |
| 6     | Russland        | Alexandra Korelowa Balagur   | 71,400     | 73,850  | 72,625  |
| 7     | Verein. Königr. | Emma Hindle Lancet           | 70,440     | 74,250  | 72,345  |
| 8     | Finnland        | Kyra Kyrklund Max            | 69,720     | 74,250  | 71,985  |

### Mannschaft
Die viertplatzierte amerikanische Mannschaft wurde wegen Dopings nachträglich disqualifiziert.

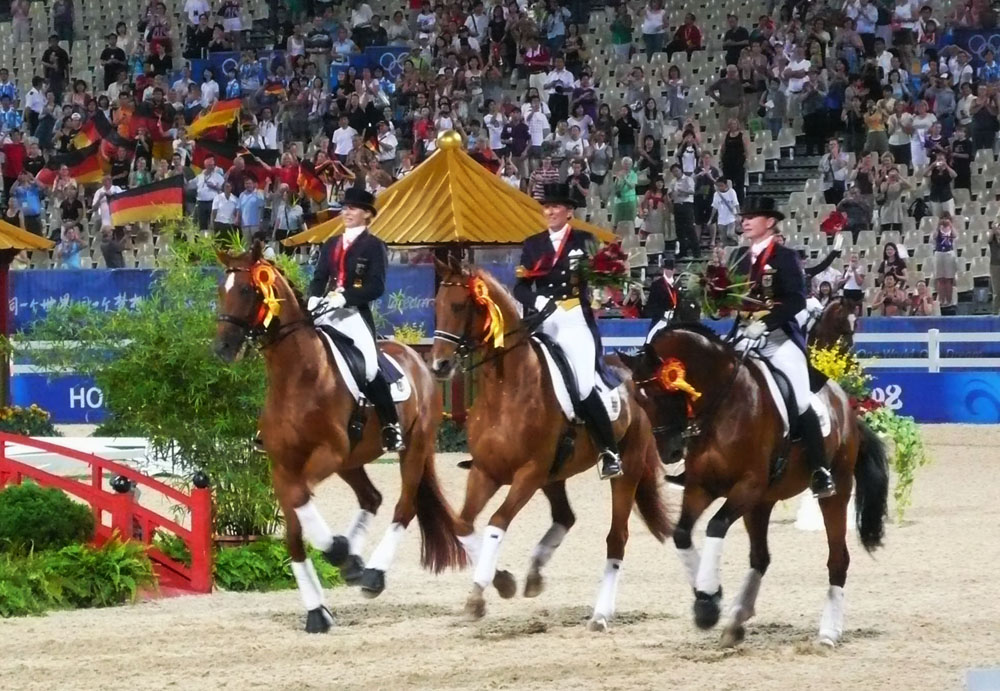
Die deutsche Dressurmannschaft nach der Siegerehrung

14. August 2008, 19:15 Uhr
| Platz | Land                   | Reiter und Pferde                                                                                     | Prozent                     |
| ----- | ---------------------- | --- | --------------------------- |
| 1     | Deutschland            | Heike Kemmer Bonaparte Nadine Capellmann Elvis VA Isabell Werth Satchmo                               | 72,916 72,250 70,083 76,417 |
| 2     | Niederlande            | Hans Peter Minderhoud Nadine Imke Schellekens-Bartels Sunrise Anky van Grunsven Salinero              | 71,750 69,625 70,875 74,750 |
| 3     | Dänemark               | Anne van Olst Clearwater Nathalie zu Sayn-Wittgenstein-Berleburg Digby Andreas Helgstrand Don Schufro | 68,875 67,375 70,417 68,833 |
| 4     | Schweden               | Patrik Kittel Floresco Tinne Vilhelmson Silfvén Solos Carex Jan Brink Briar                           | 67,347 67,125 66,042 68,875 |
| 5     | Vereinigtes Königreich | Jane Gregory Lucky Star Emma Hindle Lancet Laura Bechtolsheimer Mistral Hojris                        | 66,805 63,375 71,125 65,917 |
| 6     | Frankreich             | Marc Boblet Whitini Star Julia Chevanne Calimucho Hubert Perring Diabolo St. Maurice                  | 65,402 66,125 63,250 66,833 |
| 7     | Australien             | Heath Ryan Greenoaks Dundee Hayley Beresford Relampago Kristy Oatley Quando Quando                    | 64,623 62,541 65,583 65,750 |

## Springreiten

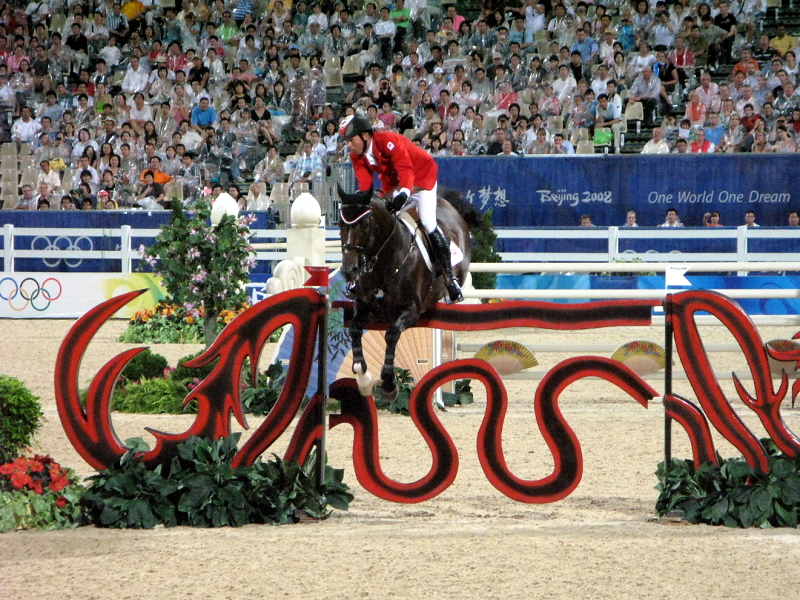
Hindernis in den beiden Finalrunden

In der Entscheidung im Springreiten durften insgesamt 75 Reiter und Pferde an den Start gehen. Eine Nation durfte maximal vier Starter schicken, von denen drei in die Teamwertung eingingen. Qualifiziert als Teams waren die fünf besten Teams des Mannschaftswettbewerbs von den Weltreiterspielen in Aachen 2006 sowie das beste Team der Region Ozeanien/Südostasien bei den Weltreiterspielen. Hinzu kamen die jeweils drei besten Teams der Europameisterschaften 2007 und der Panamerikameisterschaften 2007, die Gastgebernation China, das beste Team der Region Afrika/Naher Osten, sowie ein weiteres Team der Region Ozeanien/Südostasien bei verschiedenen Qualifikationswettbewerben 2006 und 2007. Im Falle, dass sich in den kontinentalen Ausscheidungen Mannschaften durchsetzten, die sich bereits bei den Weltmeisterschaften qualifiziert hatten, rückten die jeweils nächstplatzierten Nationen nach. Die restlichen 30 Startplätze im Einzel wurden anhand der Weltranglistenplatzierung und in Ausnahmefällen durch Einladungen des IOC aufgefüllt. Für eine Nation, deren Mannschaft sich nicht qualifiziert hatte, durften maximal zwei Einzelstarter antreten.

### Einzel
Endergebnis, abgerufen am 16. Juli 2010

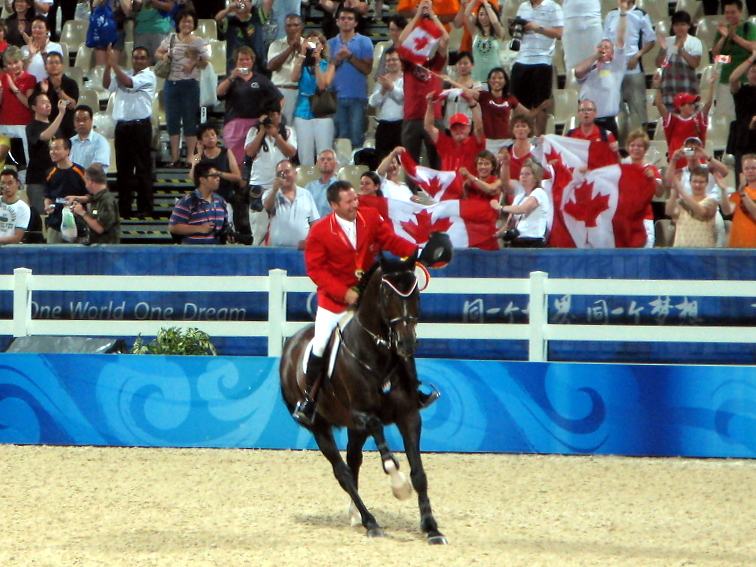
Olympiasieger Eric Lamaze

| Platz           | Land               | Reiter und Pferd                      | Fehlerpunkte                                    |
| --------------- | ------------------ | ------------------------------------- | ----------------------------------------------- |
| 1               | Kanada             | Eric Lamaze Hickstead                 | Qualifikation: 0 Finale: 0 Stechen: 0/38,39 s   |
| 2               | Schweden           | Rolf-Göran Bengtsson Ninja            | Qualifikation: 0 Finale: 0 Stechen: 4/38,39 s   |
| 3               | Vereinigte Staaten | Beezie Madden Authentic               | Qualifikation: 0 Finale: 4 Stechen: 0/35,25 s   |
| 4               | Deutschland        | Meredith Michaels-Beerbaum Shutterfly | Qualifikation: 4 Finale: 0 Stechen: 0/35,37 s   |
| 5               | Vereinigte Staaten | McLain Ward Sapphire                  | Qualifikation: 4 Finale: 0 Stechen: 4/35,39 s   |
| 6               | Deutschland        | Ludger Beerbaum All Inclusive         | Qualifikation: 4 Finale: 0 Stechen: 4/36,16 s   |
| 7               | Niederlande        | Marc Houtzager Opium                  | Qualifikation: 0 Finale: 4 Stechen: 8/36,77 s   |
| 8               | Niederlande        | Angelique Hoorn O’Brien               | Qualifikation: 0 Finale: 4 Stechen: 8/36,89 s   |
| disqualifiziert | Brasilien          | Rodrigo Pessoa Rufus                  | (Qualifikation: 4 Finale: 0 Stechen: 0/37,04 s) |

(neun Teilnehmer im Stechen)

### Mannschaft
Hinweise:
- Pro Land traten drei oder vier Reiter in zwei Runden an.
- Pro Runde wurden die besten drei Ergebnisse jeder Mannschaft gewertet. Streichergebnisse sind mit einer Raute (#) gekennzeichnet. Die Gesamtfehlerpunktzahl ergab sich aus der Addition der verbliebenen Fehlerpunkte.
- Da die USA und Kanada nach zwei Runden gleiche Fehlerpunktzahl hatten, fand ein Stechen statt. Kanada hatte im ersten Umlauf des Stechens einen Abwurf (4 Fehlerpunkte) und so sicherten sich die USA mit drei Nullfehlerritten den Sieg.
- Legende:
  - NG: Nicht gestartet
  - ZG: Zurückgetreten
  - DIS: Disqualifiziert

| Platz | Land                   | Reiter und Pferde | Fehlerpunkte | Anmerkungen |
| ----- | ---------------------- | --- | --- | --- |
| 1     | Vereinigte Staaten     | Laura Kraut Cedric Beezie Madden Authentic Will Simpson Carlsson vom Dach McLain Ward Sapphire                                   | 20 Runde 1: 4 Runde 2: 0 Runde 1: #11 Runde 2: 4 Runde 1: 8 Runde 2: #8 Runde 1: 0 Runde 2: 4                                  | |
| 2     | Kanada                 | Mac Cone Ole Jill Henselwood Special Ed Eric Lamaze Hickstead Ian Millar In Style                                                | 20 Runde 1: 12 Runde 2: # ZG Runde 1: #18 Runde 2: 0 Runde 1: 0 Runde 2: 4 Runde 1: 4 Runde 2: 0                               | |
| 3     | Schweiz                | Christina Liebherr No Mercy Pius Schwizer Nobless M Niklaus Schurtenberger Cantus Steve Guerdat Jalisca Solier                   | 30 Runde 1: 4 Runde 2: #23 Runde 1: 4 Runde 2: 5 Runde 1:4 Runde 2: 8 Runde 1: #4 Runde 2: 5                                   | |
| 4     | Niederlande            | Angelique Hoorn O’Brien Marc Houtzager Opium Vincent Voorn Alpapillon-Armanie Gerco Schröder Monaco                              | 34 Runde 1: 4 Runde 2: 8 Runde 1: 1 Runde 2: 5 Runde 1: #16 Runde 2: #27 Runde 1: 12 Runde 2: 4                                | |
| 5     | Vereinigtes Königreich | Nick Skelton Russel Tim Stockdale Corlato Ben Maher Rolette John Whitaker Peppermill                                             | 37 Runde 1: 8 Runde 2: 13 Runde 1: 4 Runde 2: 8 Runde 1: 4 Runde 2: 0 Runde 1: #NG Runde 2: #NG                                | |
| 6     | Schweden               | Peter Eriksson Jaguar Mail Lotta Schultz Calibra II Helena Lundbäck Erbblume Rolf-Göran Bengtsson Ninja                          | 38 Runde 1: 8 Runde 2: 4 Runde 1: 5 Runde 2: #20 Runde 1: #12 Runde 2: 17 Runde 1: 0 Runde 2: 4                                | |
| 7     | Australien             | Peter McMahon Genoa Laurie Lever Drossel Dan Edwina Alexander Itot du Chateau Matthew Williams Leconte                           | 41 Runde 1: 16 Runde 2: #NG Runde 1: #16 Runde 2: 4 Runde 1: 0 Runde 2: 0 Runde 1: 4 Runde 2: 17                               | |
|       | Norwegen               | Morten Djupvik Casino Stein Endresen Le Beau Geir Gulliksen Cattani Tony André Hansen Camiro                                     | 49 Runde 1: 12 Runde 2: 4 Runde 1: 4 Runde 2: 12 Runde 1: 12 Runde 2: 5 Runde 1: #DIS(1) Runde 2: #DIS(1)                      | (ursprünglich 27) Tony Andre Hansen wurde nachträglich disqualifiziert, weil im Rahmen der Dopingprobe bei seinem Pferd Camiro die nicht erlaubte Substanz Capsaicin nachgewiesen wurde. Diese Disqualifikation wurde auch vom Internationalen Sportgerichtshof (CAS) und vom Schweizer Bundesgericht. bestätigt. Das Ergebnis von T. A. Hansen wurde somit als Streichergebnis gewertet, wodurch das norwegische Team seine Bronzemedaille verlor. |
|       | Deutschland            | Christian Ahlmann Cöster Marco Kutscher Cornet Obolensky Meredith Michaels-Beerbaum Shutterfly Ludger Beerbaum All Inclusive NRW | ohne Wertung Runde 1: #DIS(8) Runde 2: #DIS(4) Runde 1: #DIS(13) Runde 2: #DIS(19) Runde 1: 4 Runde 2: 4 Runde 1: 8 Runde 2: 6 | (ursprünglich 34) Christian Ahlmann wurde nachträglich disqualifiziert, weil im Rahmen der Dopingprobe bei seinem Pferd Cöster die nicht erlaubte Substanz Capsaicin nachgewiesen wurde. Das Ergebnis von C. Ahlmann wurde somit als Streichergebnis gewertet. Marco Kutscher wurde vom FEI-Tribunal disqualifiziert, da sein Pferd Cornet Obolensky zwischen den beiden Umläufen des Nationenpreises eine nicht angemeldete Medikation erhielt.    |

## Vielseitigkeit

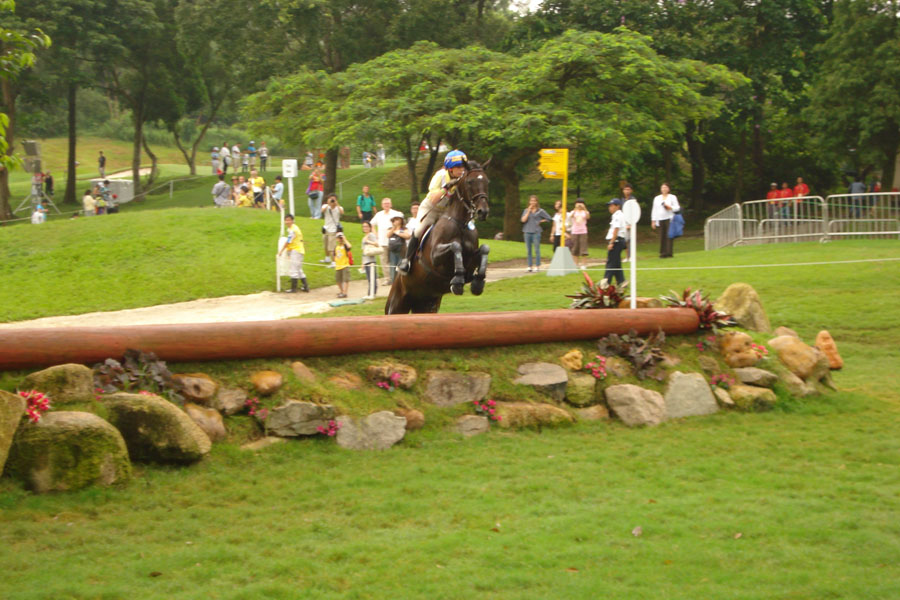
Geländeritt

In der Vielseitigkeitsentscheidung durften insgesamt 75 Reiter und Pferde an den Start gehen. Eine Nation durfte maximal 5 Starter schicken, von denen drei in die Teamwertung eingingen. Qualifiziert waren die 5 besten Teams des Mannschaftswettbewerbs von den Weltreiterspielen in Aachen 2006, die jeweils zwei besten Teams der Europameisterschaften 2007 und der Panamerikameisterschaften 2007 sowie ein weiteres Team, das in einem Ausscheidungswettkampf der restlichen Kontinente bestimmt wurde. Im Falle, dass sich in diesen kontinentalen Ausscheidungen Mannschaften durchsetzten, die sich bereits bei den Weltmeisterschaften qualifiziert hatten, rückten die jeweils nächstplatzierten Nationen nach. Von den restlichen 25 Startplätzen im Einzel ging einer an die Gastgebernation China, sofern das chinesische Team nicht qualifiziert war. Die restlichen Startplätze wurden anhand der Weltrangliste und in Ausnahmefällen per Einladung des IOC aufgefüllt. Für eine Nation, deren Mannschaft sich nicht qualifiziert hatte, durften maximal zwei Einzelstarter antreten.

### Einzel
12. August 2008, 22:45 Uhr
| Platz | Land            | Reiter und Pferd                  | Strafpunkte |
| ----- | --------------- | --------------------------------- | ----------- |
| 1     | Deutschland     | Hinrich Romeike Marius            | 54,20       |
| 2     | USA             | Gina Miles McKinlaigh             | 56,10       |
| 3     | Verein. Königr. | Kristina Cook Miners Frolic       | 57,40       |
| 4     | Australien      | Megan Jones Irish Jester          | 59,00       |
| 5     | Deutschland     | Ingrid Klimke Butts Abraxxas      | 59,70       |
| 6     | Frankreich      | Didier Dhennin Ismene du Temple   | 59,80       |
| 7     | Australien      | Clayton Fredericks Ben Along Time | 61,40       |
| 8     | Deutschland     | Andreas Dibowski Butts Leon       | 65,20       |

### Mannschaft
Hinweise:
- Hinter jedem Reiter steht die Strafpunktezahl, die er erreicht hat. Es gelten die besten drei Zeiten für den Mannschaftswettbewerb.
- Ein #-Zeichen vor einer Punktezahl bedeutet, dass diese Strafzahl nicht in die Mannschaftswertung aufgenommen wird.

12. August 2008, 19:15 Uhr
| Platz | Land                   | Reiter und Pferde | Strafpunkte                                      |
| ----- | ---------------------- | --- | ------------------------------------------------ |
| 1     | Deutschland            | Peter Thomsen The Ghost of Hamish Frank Ostholt Mr. Medicott Andreas Dibowski Butts Leon Ingrid Klimke Butts Abraxxas Hinrich Romeike Marius       | 166,10 #102,90 #57,80 57,20 54,70 54,20          |
| 2     | Australien             | Shane Rose All Luck Sonja Johnson Ringwould Jaguar Lucinda Fredericks Headley Britannia Clayton Fredericks Ben Along Time Megan Jones Irish Jester | 171,20 #70,50 58,80 #59,60 57,40 55,00           |
| 3     | Vereinigtes Königreich | Sharon Hunt Takers Town Daisy Dick Spring Along William Fox-Pitt Parkmore Ed Kristina Cook Miners Frolic Mary King Call Again Cavalier             | 185,70 #95,10 #79,90 64,20 57,40 64,10           |
| 4     | Schweden               | Viktoria Carlerbäck Bally’s Geronimo Magnus Gallerdal Keymaster Dag Albert Tubber Rebel Katrin Norling Pandora Linda Algotsson Stand By Me         | 230,50 #ausgeschieden 93,20 73,00 64,30          |
| 5     | Neuseeland             | Andrew Nicholson Lord Killinghurst Heelan Tompkins Sugoi Mark Todd Gandalf Caroline Powell Lenamore Joe Meyer Snip                                 | 240,90 #ausgeschieden #138,80 77,60 73,20 90,10  |
| 6     | Italien                | Fabio Magni Southern King V Stefano Brecciaroli Cappa Hill Vittoria Panizzon Rock Model Susanna Bordone Ava Roberto Rotatori Irham de Viages       | 246,40 #119,60 #116,00 69,00 86,60 90,80         |
| 7     | Vereinigte Staaten     | Amy Tryon Poggio II Karen O’Connor Mandiba Rebecca Holder Courageous Comet Phillip Dutton Connaught Gina Miles McKinlaigh                          | 250,00 #ausgeschieden #131,70 125,70 68,20 56,10 |
| 8     | Irland                 | Patricia Ryan Fernhill Clover Mist Niall Griffin Longaine Geoffrey Curron Kilkishen Austin O’Connor Hobby du Mee Louise Lyons Watership Down       | 276,10 #126,50 #109,00 94,10 87,20 94,80         |

## Qualifizierte Teams
Dressur
- Deutschland (Weltmeister 2006 und Vizeeuropameister 2007)
- Niederlande (Vizeweltmeister 2006 und Europameister 2007)
- Vereinigte Staaten (WM-Dritter 2006 und Sieger Panamerikameisterschaften 2007)
- Schweden (EM-Dritter 2007)
- Vereinigtes Königreich (EM-Fünfter 2007)
- Dänemark (EM-Sechster 2007; Ersatzteam für die Schweiz (EM Vierter 2007), die zurückzog)
- Kanada (Zweiter Panamerikameisterschaften 2007)
- Brasilien (Dritter Panamerikameisterschaften 2007)
- Australien (Sieger der Asien-/ Ozeanienausscheidung)
- Japan (Zweiter der Asien-/ Ozeanienausscheidung)

Springreiten
- Niederlande (Weltmeister 2006 und Europameister 2007)
- Vereinigte Staaten (Vizeweltmeister 2006 und Dritter Panamerikameisterschaften 2007)
- Deutschland (WM-Dritter 2006 und Vizeeuropameister 2007)
- Ukraine (WM-Vierter 2006)
- Schweiz (WM-Fünfter 2006 und EM Vierter 2007)
- Vereinigtes Königreich (EM-Dritter 2007)
- Schweden (EM-Fünfter 2007)
- Norwegen (EM-Sechster 2007)
- Brasilien (Sieger Panamerikameisterschaften 2007)
- Kanada (Zweiter Panamerikameisterschaften 2007)
- Mexiko (Vierter Panamerikameisterschaften 2007)
- Australien (Bestes Team der Region Südostasien/Ozeanien bei der WM 2006)
- Saudi-Arabien (Sieger der Region Afrika/Naher Osten bei diversen Qualifikationswettkämpfen 2006/2007)
- Neuseeland (Sieger der Region Südostasien/Ozeanien bei diversen Qualifikationswettkämpfen 2006/2007)
- Volksrepublik China (Gastgebernation)

Vielseitigkeit
- Deutschland (Weltmeister 2006)
- Vereinigtes Königreich (Vizeweltmeister 2006 und Europameister 2007)
- Australien (WM-Dritter 2006)
- Vereinigte Staaten (WM-Vierter 2006 und Sieger Panamerikameisterschaften 2007)
- Schweden (WM-Fünfter 2006)
- Frankreich (Vizeeuropameister 2007)
- Italien (EM-Dritter 2007)
- Kanada (Zweiter Panamerikameisterschaften 2007)
- Mexiko (Dritter Panamerikameisterschaften 2007)
- Neuseeland (Sieger der Asien-/ Ozeanienausscheidung)

## Medaillenspiegel Reiten
| Medaillenspiegel Reiten | Medaillenspiegel Reiten | Medaillenspiegel Reiten | Medaillenspiegel Reiten | Medaillenspiegel Reiten | Medaillenspiegel Reiten |
| Platz                   | Land                    | G                       | S                       | B                       | Gesamt                  |
| ----------------------- | ----------------------- | ----------------------- | ----------------------- | ----------------------- | ----------------------- |
| 1                       | Deutschland             | 3                       | 1                       | 1                       | 5                       |
| 2                       | Vereinigte Staaten      | 1                       | 1                       | 1                       | 3                       |
| 3                       | Kanada                  | 1                       | 1                       | –                       | 2                       |
| 3                       | Niederlande             | 1                       | 1                       | –                       | 2                       |
| 5                       | Australien              | –                       | 1                       | –                       | 1                       |
| 5                       | Schweden                | –                       | 1                       | –                       | 1                       |
| 7                       | Vereinigtes Königreich  | –                       | –                       | 2                       | 2                       |
| 8                       | Dänemark                | –                       | –                       | 1                       | 1                       |
| 8                       | Schweiz                 | –                       | –                       | 1                       | 1                       |